# Edward Rulikowski
Edward Leopold Rulikowski h. Korab (ur. w 1825 w Motowidłówce nad Stuhną na Naddnieprzańskiej Ukrainie, zm. w 1900) – polski historyk, archeolog, etnograf, członek Komisji Antropologicznej Akademii Umiejętności w Krakowie, a także członek Komisji Archeograficznej w Kijowie. 

## Życiorys
Urodzony w zamożnej rodzinie ziemiańskiej, dziedzic Motowidłówki, syn marszałka Józefa Kazimierza (1780-1860), wnuk Ignacego Rulikowskiego (1730-1801) chorążego parczewskiego, brat Wacława, właściciela Horodnicy. W 1880 podjął stałą współpracę z redakcją Słownika geograficznego. Dla tego wydawnictwa opisał szereg miejscowości na dawnych polskich Kresach Wschodnich.

## Ważniejsze prace
- «Opis powiatu wasylkowskiego pod względem historycznym, obyczajowym i statystycznym»[3] (1853),
- «Dawne drogi і szlaki nа prawym brzegu Dniepru» («Ateneum» 1878),
- «Zapiski etnograficzne z Ukrainy» (1879),
- «Opis powiatu Kijowskiego»[4] (1913);
- hasła i wiadomości o różnych miejscach na Ukrainie w  Słowniku geograficznym Królestwa Polskiego i innych krajów słowiańskich (1880-1904).